# استان اوکروس
استان اوکروس (به اسپانیایی: Provincia de Ocros) یک استان در پرو است که در منطقه انکاش واقع شده‌است. استان اوکروس ۲٬۲۸۶ کیلومتر مربع مساحت و ۷٬۰۳۹ نفر جمعیت دارد.